# Мисија Гринвуд-Рутем
Мисија Гринвуд-Рутем (енгл. Mission Greenwood–Rootham) је била савезничка британска мисија Управе за специјалне операције при штабу Југословенске војске у Отаџбини на простору Хомоља и дуж границе са Румунијом. Мисију су предводили мајор Ерик Гринвуд и мајор Џаспер Рутем, а чинили су је још млађи водник Андерсон, млађи војник Хал, поручник Хергревес и још један официр Југословенске војске.
Мисија је боравила на територији окупиране Србије од средине априла 1943. године до 30. маја 1944. године.

## Задатак
Пошто је мисија Булсај обезбедила стално британско присуство у штабу генерала Драгољуба Драже Михаиловића, било је предвиђено да нова мисија буде у штабовима његових локалних команданата, а на стратешким местима са којих се планирају и изводе диверзантске операције, пре свега ометање пловидбе на Дунаву (превоз нафте из Румуније за снабдевање немачких снага), саобраћаја на призи Београд-Солун (од примарног значаја за снабдевање немачких снага у Северној Африци) и делатности Борског рудника бакра, који је био највећи у Европи.

## Долазак и подстицање активности
Мисија је стигла из два дела. Најпре су Гринвуд, Андерсон и југословенски официр са шифрованим именом Арло полетели са аеродрома у месту Дерна у Либији, те се средином априла 1943. године падобранима спустили на предвиђену територију. Лоши временски услови су тек 21. маја дозволили да им се придруже Рутем, Хал и Хергревес, који су се спустили на Хомоље.
Чланови мисије су настојали да локалне команданте ЈВуО приволе на акције против немачких ратних напора и за то су обећавали помоћ у погледу експлозива и медицинске опреме. Међутим, команданти ЈВуО су тражили да им се пошаљу лаки митраљези, муниција, чизме и униформе, што је довело до првих неслагања са савезницима.
До краја маја, мисија је обишла команданте на терену између села Влаоле и Горњане, а 31. маја су на путу за Дели Јован срели везисту који је 1941. године први успео да успостави радио везу између тада пуковника Михаиловића и британске станице на Малти, преко које су затим добили и везу са Југословенском краљевском владом у Лондону.
Под изговором лоших временских прилика на Медитерану, савезнички авиони и даље нису испоручивали оно што је тражено, али су достављали експлозив и санитетску опрему. Све то је код домаћина изазивало сумњу, а нервирало је и чланове мисије који су осећали неугодност.
Дана 15. јуна, придружило им се још три војника, од којих је један био пољски официр, чији је задатак био да се придружи Пољској бригади Млавског корпуса ЈВуО, која је била састављена од пољских ратних заробљеника побеглих са присилног рада у Борском руднику.

## Лето 1943.
Дана 26. јуна, Џаспер Рутем је видео немачке војнике Словаке у нападу на село Рудна Глава, као и цивиле који преко поља беже са стоком и стварима. Локални командант ЈВуО је тада затражио од Рутема да извести BBC о немачком нападу на ово село и погибији 150 цивила, на шта је Рутем рекао да је то преувеличан број.
Рутем је сведочио и о сукобима ЈВуО са партизанским снагама.

## Јесен и зима 1943.
Дана 21. августа, примећена је немачка група која ноћи у селу Црнајка. У страху од одмазде, ЈВуО командант је одбио да их нападне, упркос предлогу Рутема. Истог дана, вође мисије су одржале састанак са командантима ЈВуО из Источне Србије, на којем су упутили критике поводом стања трупа. Тражили су хитне диверзантске акције, уз напомену да без њих неће бити ни савезничке подршке. Команданти ЈВуО су били једнодушни у ставу да без пристизања оружја не може бити ни акција, као и да савезничка упутства сматрају захтевима, а не наређењима. Такође, изразили су бојазан да ће Велика Британија након рата Балкан предати Совјетском савезу.
Управа за специјалне операције је 15. октобра упутила на овај терен рударског инжењера мајора Скоргија, чији је задатак био да пронађе сараднике у Борском руднику за организовање унутрашње саботаже у тренутку када ЈВуО буде кренула у напад на рудник. Ипак, до овог напада није дошло, јер британско Краљевско ратно ваздухопловство није обезбедило ваздушну подршку.

## Ометање пловидбе на Дунаву
Гринвуд, Рутем и Скорги су 22. октобра кренули из Горњана према Дунаву. План је био да уз помоћ 12 граната 20-милиметарским противтенковским топом (без нишана) потопе немачки реморкер. Код села Бољетин су 26. октобра почели да пуцају на немачки реморкер „Кентаур“. Међутим, нису успели да га потопе, већ само оштете, што је довело до успоравања речног саобраћаја на том делу.
Као одмазду за овај догађај, али и за убиство два немачка војника код Кладова истог месеца, немачка команда је саопштила да је стрељано 150 Михаиловићевих присталица у Београду.

## Повлачење мисије
Телеграм о повлачењу свих британских мисије у Западну Србију код бригадира Чарлса Армстронга, стигао је 2. марта 1944. године. Рутем је непосредно пре тога записао:
Истина какву видимо јесте да су Срби суштински и духовно на нашој страни; али да су због недостатка визије Михаиловића, којег смо изградили у националног лидера, изгубили из вида основну чињеницу да постоји само један рат и дозволили да њихови проблеми буду већи од главног. Тиме су изгубили нашу подршку, а каква ће бити будућност тешко је рећи. Требаће му нешто драгоцено близу чуда да би га спасио.
У исто време, немачка група некадашњег Афрички корпуса у повлачењу је заробила поручника Хергревес и предала га Гестапоу у Београду, где је саслушаван и подвргнут физичкој тортури. Чак шест пута је извођен на стрељање, али је заправо само довођен да посматра стрељање других талаца у циљу застрашивања. Тада му је постало јасно да Срби нису измишљали размере одмазди када су избегавали директне и велике сукобе са немачких снагама. Поручник Хергревес и капетан Верко, заробљен пошто је повређен након искакања падобраном, заједно су одведени у логор Oflag IV-C у Саксонији. Обојица су дочекала ослобођење и преживела рат.
Непосредно пре одласка мисије, групу ЈВуО у којој су се налазили је код Жагубице напала 25. бугарска дивизија. Рутем бележи:
Он је знао да ћемо бити евакуисани, да смо добили наређење да их оставимо и да нема шта да очекује од нас. Изашао је пред своје људе и покушао да оправда наше повлачење. Можда је неразумно расправљати од појединачног ка општег, али не можемо заборавити да је управо такозвана колаборационистичка организација Михаиловића, без икаквог подстицаја и без мотива осим части и витештва, спасила нас Британце у источној Србији 28. марта 1944. године.
Чланови мисије су се 6. априла 1944. године придружили бригадиру Армстронгу и заједно са њим кренули ка Чачку, преноћивши у манастиру Каленић. Сведочили су савезничком бомбардовању на Васкрс 16. априла и страдању цивила. Следећег дана су се састали са генералом Михаиловићем, о коме Рутем пише као скромном и савесном, али и: „очајнички уморном, тужном и забринутом човеку“.
Рутем се 29. маја опростио од Михаиловића, др Живка Топаловића и Стевана Мољевића, те следеће ноћи полетео авионом за Бари. Наредног дана му се придружује и Ерик Гринвуд, чиме је ова мисија окончана.